# Alionoctula collina
Alionoctula collina is een vleermuis uit het geslacht Alionoctula die voorkomt op de Centrale Cordillera van Nieuw-Guinea, op 1700 tot 2950 m hoogte.
A. collina is een relatief grote soort met een lange, bruine vacht. Mannetjes en vrouwtjes verschillen in kleur. De kop-romplengte bedraagt 34,8 tot 48,1 mm, de staartlengte 38,4 tot 45,2 mm, de voorarmlengte 35,5 tot 38,0 mm, de scheenbeenlengte 15,1 tot 16,4 mm, de achtervoetlengte 7,5 tot 9,0 mm, de oorlengte 11,4 tot 13,9 mm en het gewicht 5,1 tot 6,9 g.